# Vila Marie Loosové
Vila Marie Loosové je rodinný dům čp. 104 situovaný v Nedvědici.

## Investorka
Vilu si nechala postavit Marie Loosová, manželka brněnského sochaře a kameníka Adolfa Loose st., který měl od roku 1865 v Nedvědici pronajatý kamenolom na bílý mramor, a matka architekta Adolfa Loose ml.. Když Adolf Loos st. v roce 1879 zemřel, převzala jeho kamenickou dílnu i provoz lomu právě Marie Loosová.
Jako majitelka pozemku, na kterém vila stojí, je v pozemkové knize již od roku 1883 uvedena Mariina dcera Hermína. Na projekčních plánech je přesto vila označována jako dům Marie Loosové. Od roku 1900 pak nově postavený dům spoluvlastnily sestry Hermína a Irma Marie, od roku 1908 jej pak vlastnil Irmin nezletilý syn Valtr Loos, který ho roku 1920 prodal.

## Historie a architektura
Vila byla postavena v roce 1900 v blízkosti silnice směřující z Nedvědice k hradu Pernštejn. Pro stavbu byl využit mramor z nedalekého lomu. Přízemní stavba je obložena červeným keramickým obkladem, který evokuje režnou cihlu. Nárožní bosáž a orámování oken jsou provedeny z bílého nedvědického mramoru. Uprostřed uličního průčelí předstupuje rizalit završený krytým dřevěným balkónem.
Autor architektonického návrhu není znám. Autorství Adolfa Loose ml. je spíše teoretickou možností a vzhledem ke komplikovaným vztahům Loose s matkou není příliš pravděpodobné.